# Unión Sporting Club (Lavadores)
El Unión Sporting Club fue un equipo de fútbol fundado en Lavadores (Vigo) en 1922. Surgió de la fusión del Comercial FC y el Victoria Sport Club. Tuvo cierta relevancia durante los años 20 y 30, aunque el equipo fue disuelto a inicios de la Guerra Civil. Entre sus títulos, destaca una liga de Tercera División de España en la temporada 1933/1934. Hasta 1930, jugaba en el campo de Barreiro, aunque en ese año se trasladó a un nuevo estadio: el campo da Florida.

## Historia

### Origen
Su origen se sitúa en la localidad de Lavadores, en la actualidad barrio periférico de Vigo, pero por entonces municipio independiente. El Comercial FC, un pequeño equipo vigués, y el Victoria Sport Club, un modesto equipo de Lavadores, se fusionan en 1922, dando lugar al equipo. Jugaban en el campo de Barreiro, y su uniforme era blanco y negro. Por ello, fueron apodados años después como el Corinthians, debido a los colores de su vestimenta. 

### Los inicios
Comenzó su carrera deportiva en la Primera Categoría Regional de la temporada 1922/1923. Durante toda la década, consiguió mantenerse en dicha categoría. No obstante, su deseo de subir a Tercera División se frustra en la temporada 1929/1930, cuando baja a Segunda Categoría. 

### Auge
Tras bajar a Segunda Categoría, se trasladan a un campo más grande: el campo da Florida. En la temporada 1931/1932, es campeón de su categoría y retorna con fuerza a Primera. En la liga siguiente, alcanza el cuarto puesto y juega unos play-off para subir a Segunda División. Desafortunadamente, cae en la fase final ante el Club Valladolid Deportivo. En la temporada 1933/1934, vuelve a ser cuarto clasificado, y consigue el título de campeón tras jugar los play-off. Esto no le exime de jugar la fase final. Elimina al CD Torrelavega en la primera ronda, y en la segunda y última eliminatoria cae ante el CD Logroño.
La temporada 1935/1936 sería el mejor año de su corta carrera deportiva. La RFEF había eliminado los campeonatos regionales (la Tercera División) y había creado ligas superregionales; en el caso de Galicia, el Campeonato Superregional Astur-Gallego. En dicha temporada, acaba segundo tras el Oviedo FC. Se realiza un torneo entre todos los campeones y subcampeones de los campeonatos superregionales, para subir a Segunda División. Pero tampoco consigue el ansiado ascenso.

### Disolución
La temporada 1936/1937 se ve interrumpida por la Guerra Civil y el club no volvió a la actividad. En 1939 por la ideología liberal de los directivos formarían un nuevo equipo, el FC Vigués, que acabaría siendo filial del Celta de Vigo.

## Palmarés
- Campeonato de Galicia: 1

1934/35